# La Salvetat-Saint-Gilles
La Salvetat-Saint-Gilles település Franciaországban, Haute-Garonne megyében. Lakosainak száma 8477 fő (2022. január 1.). La Salvetat-Saint-Gilles Léguevin, Fontenilles és Plaisance-du-Touch községekkel határos.

## Népesség
A település népességének változása:
| Lakosok száma | 575  | 2368 | 4282 | 6311 | 7293 | 8007 | 8321 | 8474 | 8497 | 8477 |
|               | 1968 | 1982 | 1990 | 2006 | 2013 | 2015 | 2017 | 2019 | 2020 | 2022 |